# El Rubius
Rubén Doblas Gundersen (* 13. února 1990), známý spíše jako elrubiusOMG nebo jednoduše El Rubius, je norsko-španělský youtuber, jehož kanál se skládá především z gameplayů a vlogů. Má nejvíce odběratelů ve Španělsku a patří mezi 50 nejodebíranějších kanálů této platformy na světě.

## Mládí
Narodil se 13. února 1990 v Mijasu ve Španělsku. Jeho matka byla z Norska a otec ze Španělska. Z matčiny strany má mladší sestru Liv a z otcovy strany dva bratry. Když mu byly tři roky, rodiče se rozvedli. S matkou se přestěhoval do Bergenu. Ta si zde našla partnera, kterého El Rubius často zmiňuje ve svých videích. Kvůli tomu se přestěhoval zpět do Madridu, kde absolvoval základní a střední školu. Jeho první konzolí byl SNES, ke kterému přiznal, že byl zásadní pro rozvoj jeho lásky k videohrám a geekovské kultuře a že nebýt toho, nikdy by to nedotáhl tam, kde je.
Když mu bylo 16 let, jeho rodiče se opět rozešli a znovu se přestěhoval do Norska, kde dokončil studia a vrátil se s kmotrem do Španělska. Tam pracoval jako praktikant a v supermarketu. Později nastoupil ke studiu 3D modelování a animace na škole Arteneo v Madridu.

## Kariéra
Na YouTube začal natáčet v roce 2006, kdy se věnoval hře The Elder Scrolls V: Skyrim. Později začal nahrávat videohru Happy Wheels. V roce 2012 dosáhl hranice 200 000 a později 400 000 odběratelů. Jeho popularita stále vstoupala.
V únoru 2015 dosáhl na 10 000 000 odběratelů, čímž se stal prvním Španělem, který této mety dosáhl.
Kromě YouTubu se začal věnovat žurnalistice a psaní knih.
V roce 2016 byl na platformě často cenzurován a byla mu odebírána monetizace. A následně se rozhodl vzít si pauzu.
Po návratu se rozhodl, že se vydá cestou Twitche.
Streamoval zde převážně videohry. Objevil se například ve videohře Watch Dogs: Legion.
Kromě her se objevil ve filmech Uncharted a Father There Is Only One.

## Kontroverze
V lednu 2021 na Twitchi oznámil, že se hodlá přestěhovat do Andorry, aby žil blíže svým přátelům a vyhnul se veřejné slávě, které se těšil během svého pobytu v Madridu. To vyvolalo na sociálních sítích kontroverzi, protože několik youtuberů a streamerů se k této iniciativě odhodlalo kvůli nižšímu daňovému zatížení v této zemi.
Ve stejném prohlášení odsoudil, že ho jeden španělský úředník ministerstva financí v médiích obvinil z rozhodnutí, které učinil, a označil ho za neetické. Bývalý druhý místopředseda španělské vlády Pablo Iglesias toto rozhodnutí rovněž kritizoval. O záměrech napsal bývalý atlet Juanma López Iturriaga.[ujasnit]

## Ocenění a nominace
| Rok  | Ocenění       | Kategorie            | Výsledek |
| ---- | ------------- | -------------------- | -------- |
| 2016 | Play Awards   | YouTuber of the Year | Výhra    |
| 2022 | ESLAND Awards | Streamer of the Year | Nominace |